# A Knight In York
A Knight In York — третій живий альбом англійської групи Blackmore's Night, який вийшов 29 червня 2012 року.

## Композиції
1. Locked Within the Crystal Ball — 5:06
2. Gilded Cage — 4:18
3. The Circle — 7:17
4. Journeyman — 6:58
5. World of Stone — 6:14
6. The Peasant's Promise — 5:11
7. Toast to Tomorrow — 4:48
8. Fires at Midnight — 9:44
9. Barbara Allen — 5:27
10. Darkness — 3:30
11. Dance of the Darkness — 3:47
12. Dandelion Wine — 6:07
13. All the Fun of the Fayre — 4:07
14. First of May — 3:35

## Позиції в чартах
| Чарт      | Позиція |
| --------- | ------- |
| Росія     | 24      |
| Німеччина | 8       |
| Австрія   | 46      |
| Швейцарія | 85      |